# Hans Prütz
Hans Prütz (* 12. September 1902 in Stargard; † 25. November 1972 in Potsdam) war ein deutscher Bildhauer.

## Leben und Werk
Prütz war der Sohn eines Werkmeisters. Er absolvierte in Stargard von 1919 bis 1922 eine Lehre als Holzbildhauer und war dann bis 1925 auf der Walz. Von 1925 bis 1927 studiert er bei Kurt Schwerdtfeger an der Stettiner Werkschule für gestaltende Arbeit Holzbildhauerei. Danach unternahm er Studienreisen durch Deutschland. Ab 1930 arbeitete er als freischaffender Bildhauer in Stargard und ab 1936 in Neustettin. Das nationalsozialistische Rüstungsprogramm bescherte ihm attraktive Aufträge, für die er bis zu drei Steinmetze beschäftigte. Er arbeitete insbesondere für den Truppenübungsplatz Groß Born und fertigte u. a. auch Hitler-Büsten.
Ab 1939 nahm Prütz als Soldat der Wehrmacht am Zweiten Weltkrieg teil. Während seiner englischen Kriegsgefangenschaft im Schleswig-Holsteinischen schuf er Porträt-Büsten. Solche Arbeiten, die er nach der Natur oder nach fotografischen oder gedruckten Vorlagen fertigte, waren seine besondere Stärke.
Aus der Kriegsgefangenschaft ging Prütz nach Greifswald. Dorthin war seine Frau Charlotte mit den Kindern Sabine, Peter, Eva (* 1933), Renate (* 1934) und Lothar (* 1945) 1945 aus Neustettin geflüchtet. Lothar starb kurz nach der Flucht in Greifswald. Der Sohn Hans-Joachim wurde 1947 geboren.
Prütz arbeitete wieder als Bildhauer und passte sich den Wünschen auch der neuen Herrschaft an. Anfangs erhielt vor allem Aufträge von Offizieren der Roten Armee, die u. a. Büsten und Reliefs von Marx, Lenin und Stalin haben wollten. Damit konnte Prütz in dieser Zeit des absoluten Mangels den Lebensunterhalt der Familie sichern.
Prütz wurde Mitglied des Kulturbunds zur demokratischen Erneuerung Deutschlands und des Verbands Bildender Künstler. Ab 1946 gehörte er zu der von Helmut Maletzke und Nikolaus Zaske gegründeten Künstlergruppe Die Buhne. Er nahm an deren Ausstellungen teil, u. a. 1951 mit einem Porträt der Greifswalder Bildhauerin Ulla Paula Mews (* 1900), mit der er zusammenarbeitete.
In den 1950er Jahren bis Mitte der 1960er Jahre bekam Prütz von Kommunen, vor allem von der Greifswalder Kommune, und der Ernst-Moritz-Arndt-Universität Greifswald Aufträge für Büsten und andere plastische Darstellungen von historischen und zeitgenössischen Persönlichkeiten. Prütz schuf Darstellungen u. a. von Ernst Moritz Arndt (1954, Relief, Bronze; damals in der Aula der Universität), Johannes R. Becher (Reliefbild; Bandelin, über dem Portal des damaligen Kulturhauses), Hubertus Brieger (Relief, Holz; Akademische Kunstsammlung der Universität Greifswald), Goethe, Gerhardt Katsch, Adolf Kreutzfeld (Pommersches Landesmuseum), Thomas Müntzer, Martin Andersen Nexö (1949, Reliefbüste am Unterrichtsgebäude der damaligen Arbeiter- und Bauernfakultät), Rudolf Petershagen, Ursula Scheil (Historikerin), Rudolf Seeliger, Ernst Thälmann und Clara Zetkin sowie für Denkmäler wie die Gedenksteine für die Verfolgten des Naziregimes auf dem Wall und für die Opfer des Kapp-Putsches auf der Grünanlage des Friedrich-Ludwig-Jahn-Gymnasiums. 1956 schuf er für Riemserort ein steinernes Meerschweinchen-Denkmal, mit dem die Bedeutung dieses Versuchstiers für die Forschung des dortigen Friedrich-Loeffler-Instituts zur Maul- und Klauenseuche gewürdigt werden sollte.
Der Verbleib der meisten Arbeiten von Prütz ist unbekannt, oder sie sind verloren gegangen.
Ab 1953 hatte Prütz in Greifswald sein Atelier unter dem Dach in der Langen Straße 95. 1966 zog er nach Werder.
Trotz der großen Zahl seiner Werke ist Prütz als Künstler weitgehend unbekannt. Der Greifswalder Kunsthistoriker Detlef Witt (* 1962) forscht zu Prütz.

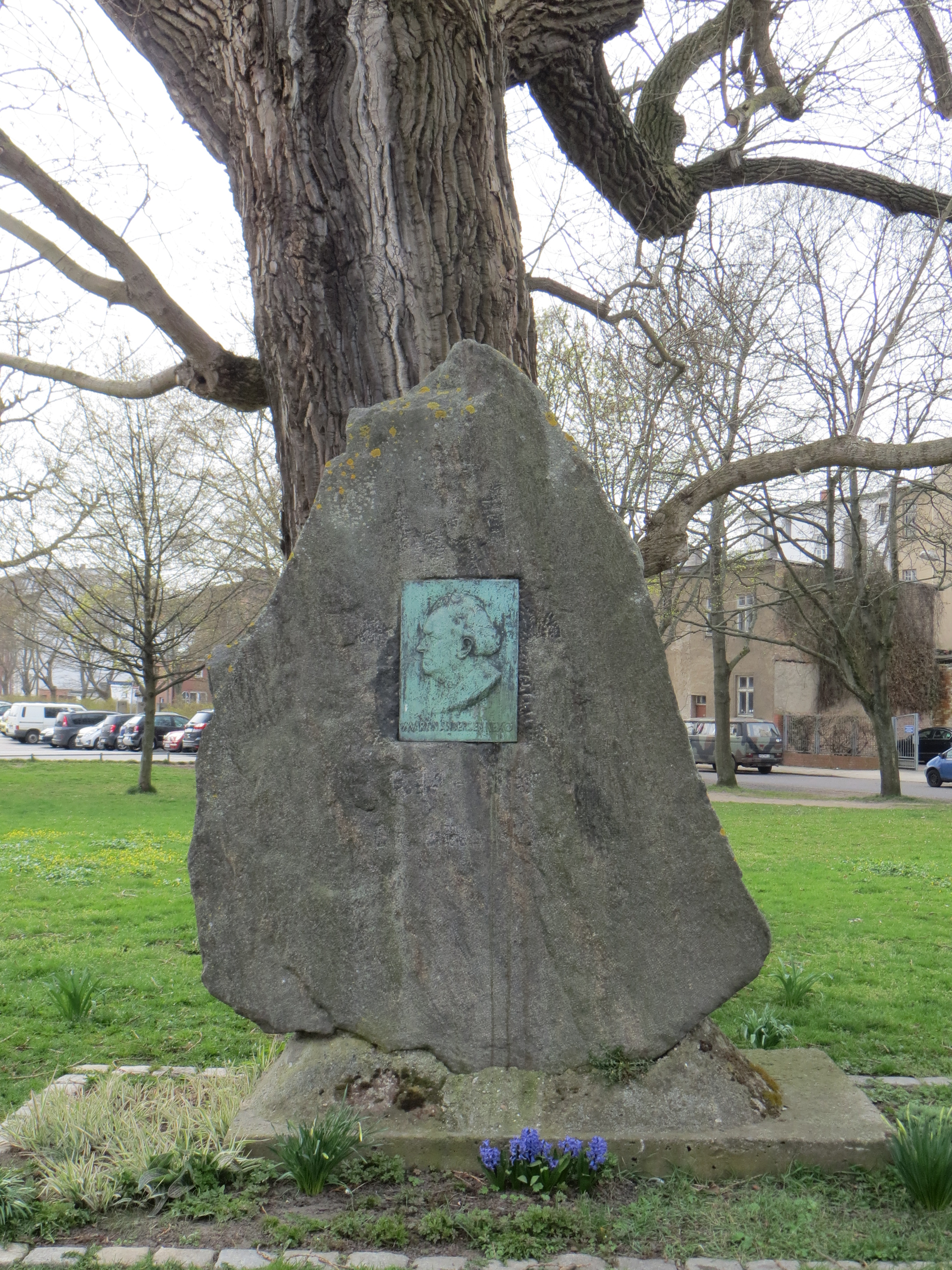
Gedenkstein Martin-Andersen-Nexö-Platz
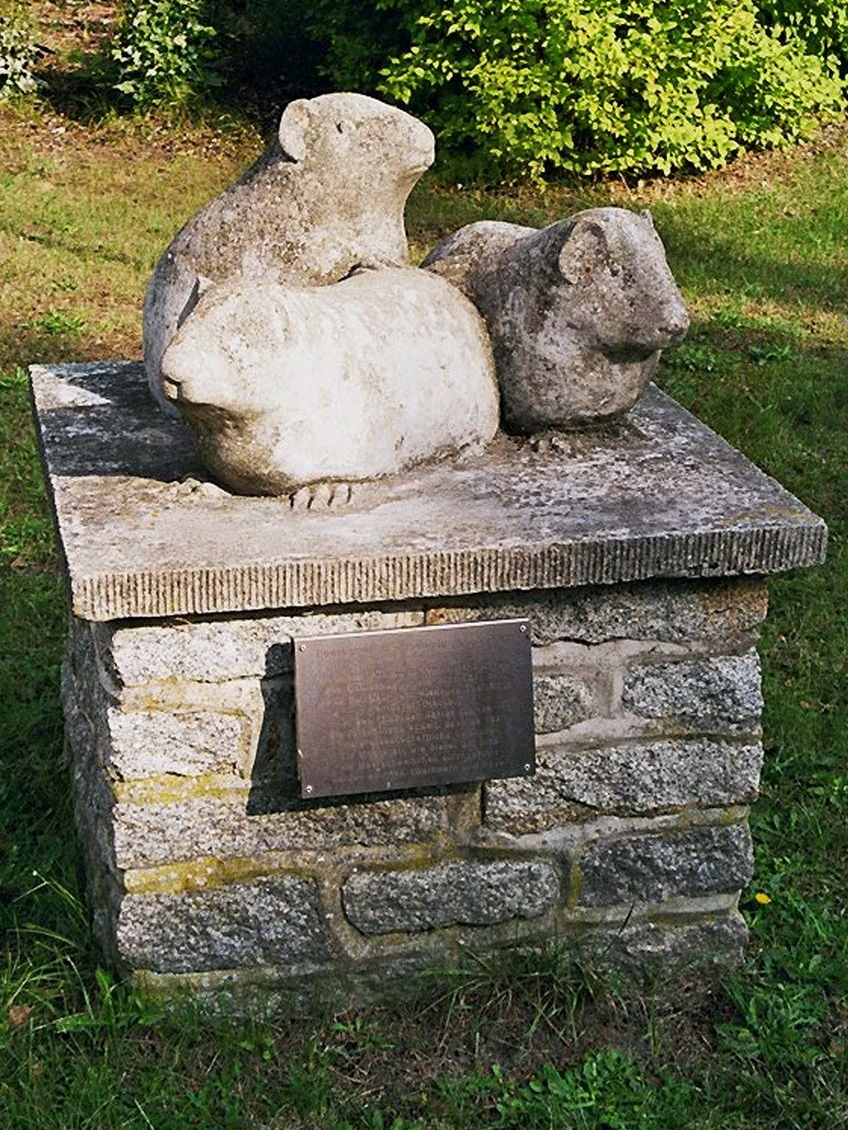
Meerschweinchen-Denkmal
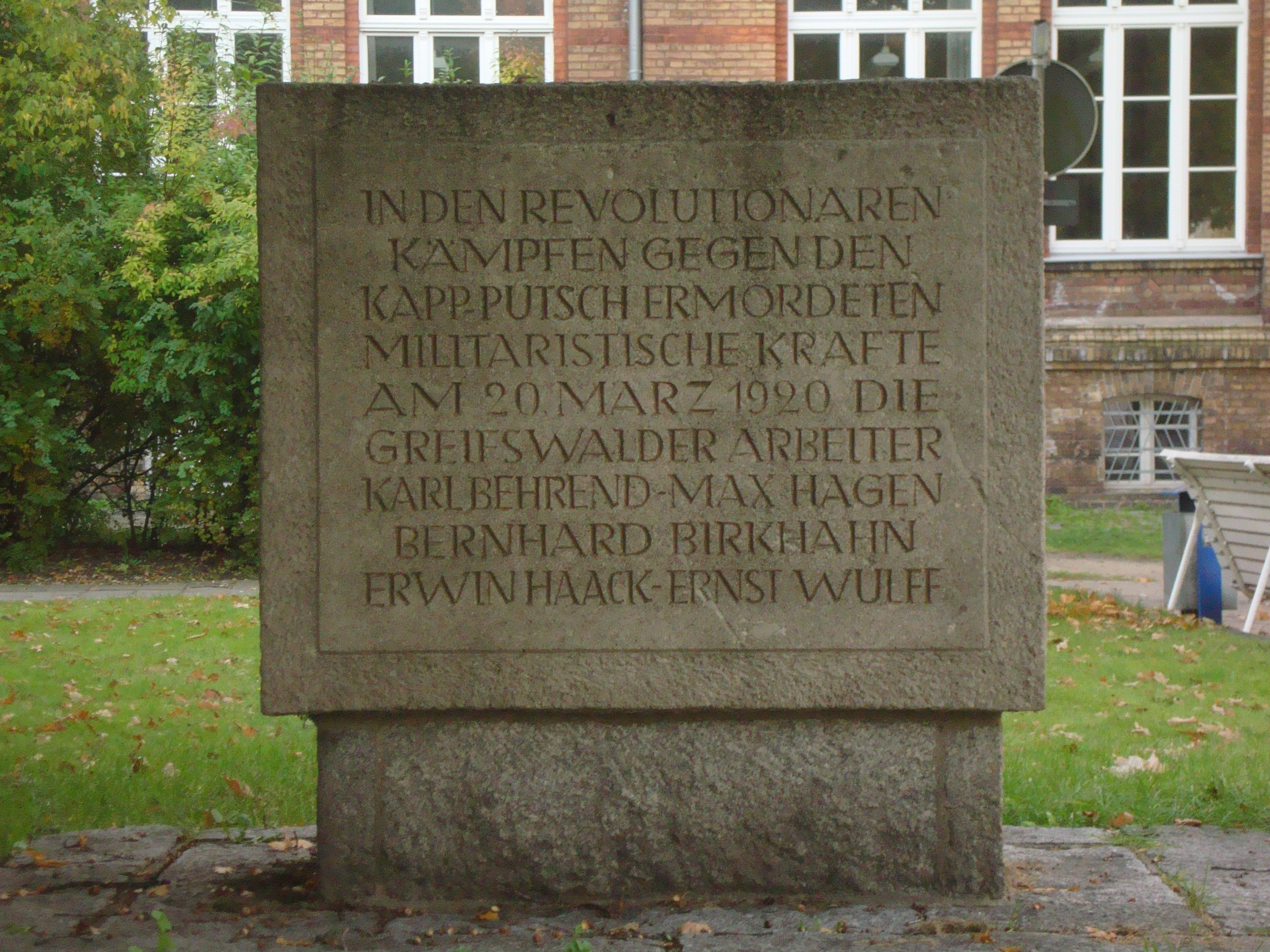
Gedenkstein Kapp-Putsch-Opfer
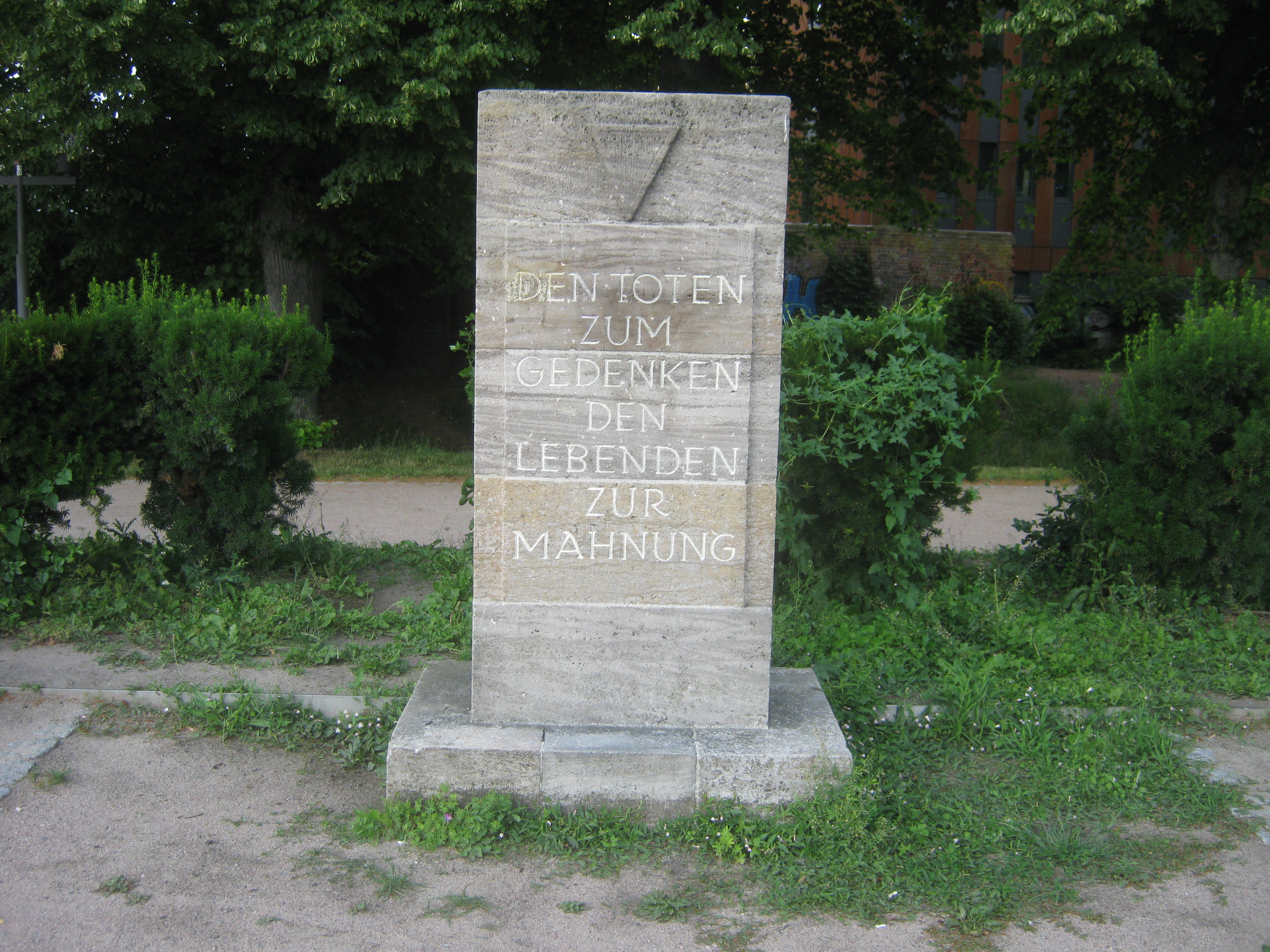
VdN-Denkmal

## Ausstellungen (unvollständig)
- 1954: Rostock, Kunst- und Altertumsmuseum, und Stralsund, Heimatmuseum: Erste Kunstausstellung des Bezirks Rostock (mit der Büste Reichsbahn-Vizepräsident Fritsche)
- 1965: Greifswald (Personalausstellung)